# El Vendrell
Pour les articles homonymes, voir Vendrell (homonymie).
El Vendrell (Vendrell en catalan) est une commune de la province de Tarragone, en Catalogne, en Espagne, capitale de la comarque de Baix Penedès.

## Géographie
Située entre la Méditerranée et les montagnes, qui toutes les deux, ont forgé l'apparence du lieu, et le caractère de ses habitants, El Vendrell est la capitale del Baix Penedès (Bajo Penedés en espagnol), une des régions catalanes les plus particulières, avec un mélange de la culture viticole traditionnelle du Penedès et la modernité de son tourisme et de ses services.
Elle est située à 72 kilomètres au sud de Barcelone, à 30 kilomètres au nord de Tarragone, sur la côte Costa Daurada.
Elle était traversée autrefois par la voie romaine de la Via Augusta.

### Aire protégée
- Réserve marine de la Masía Blanca, face à la plage de Comarruga

## Jumelage
El Vendrell est jumelée à Lavaur (Tarn, Midi-Pyrénées, France). Les élèves occitanophones du lycée Las Cases effectuent des échanges avec des élèves de la ville depuis une dizaine d'années maintenant.

## Personnalité liée à la commune
- Pau Casals, qui y est né le 29 décembre 1876, violoncelliste, compositeur et pacifiste. Au cimetière del Vendrell repose sa dépouille. Dans le quartier de Sant Salvador del Vendrell, près de la plage, se trouve le Musée Pau Casals, face à un auditorium portant son nom[1].
- Le dirigeant républicain Andreu Nin est né au Vendrell le 4 février 1892. Un lycée de la ville porte son nom en sa mémoire[2], ainsi qu'une rue de la ville[3].